# 松田咲實
松田 咲實（まつだ さくみ、1948年 - ）は、日本の元声優事務所・声優養成所経営者、マネージャー、芸能プロモーター。
元日本芸能マネージメント事業者協会副理事長。宮城県栗原市出身。

## 来歴・人物
詩人を目指し上京、電話番のアルバイトとして東京俳優生活協同組合（俳協）に入社、マネージャー生活を送り、俳協とNHKプロモートサービス（現NHKプロモーション）との業務提携により設立された声優プロダクション「NPSテアトル」のマネージメント総責任者として兼務出向、1984年出向終了とともに俳協を退社し、アーツビジョン（アーツ）を設立。その後、1990年に付属養成所を日本ナレーション演技研究所とし、1997年には新たにグループ事務所としてアイムエンタープライズ（アイム）を設立した。
所属タレントの音楽活動におけるエグゼクティブプロデューサーも務めていた。レコード会社によっては、会社在籍のエグゼクティブプロデューサーと連名になっているケースもあった。また、キングレコードスターチャイルドレーベルで大月俊倫がエグゼクティブプロデューサーである場合は、松田は除外されることが多かった。
2006年12月に、オーディション受講者の16歳の少女に合格を条件にわいせつ行為を行った容疑で、2007年4月4日に逮捕（持病により釈放）された。同年5月28日に書類送検されると共に、翌日報道されて事件が公となった。松田は「かわいいのでやった」と容疑を認めた。ちなみにこの少女は不合格となっていた。この不祥事により、2007年5月30日にアーツやアイムなどの社長職などを辞任した。なお、この事件は、最終的には不起訴処分となっている。

## 著書
- 詩写真集白の追憶（日本ナレーション演技研究所出版事業部発行・勁文社発売、1999年、ISBN 4-7669-3101-7） - 「草田未海」名義
- 声優白書（オークラ出版、2000年、ISBN 4-87278-564-9）